# Atenas (película)
 Atenas  es una película de Argentina filmada en colores dirigida por  César González sobre su propio guion que se estrenó el 7 de febrero de 2019.

## Sinopsis
Película ambientada en una villa de emergencia a la que va a vivir una joven sin amigos ni familia recién salida de la cárcel.

## Reparto
Intervinieron en el filme los siguientes intérpretes:
- Débora González
- Nazarena Moreno
- Verónica Fernández
- Marcelo Chávez
- Mariano Alarcón
- Nadia Rodríguez
- Alan Garvey
- Nazareno Alderete
- Elías Zacovich
- Adriel Zacovich
- Mauro Avellaneda
- Leonardo González
- Claudio Lobertini
- Clara Fortín
- Mariano del Río
- Guillermo Romano
- Patricio Montesano
- Esteban Rodríguez
- Lucas Garribia

## Críticas
Pablo Russo en el sitio web escribiendocine.com opinó: Vuelve a meterse con el tema de la marginalidad, pero no abordándola como algo vacío sino desde aquellas situaciones que la originan… En Atenas hay una especial preocupación por la cuestión de género y la violencia sobre la mujer. Violencia en todo sentido. Desde la estatal hasta la machista, porque violencia no solo es un golpe. La violencia se manifiesta de mil maneras diferentes y esa es la clave de Atenas. La violencia sobre las mujeres está implícita en toda la película… La estética de Atenas no es prolija, más bien sus imágenes destilan crudeza... Esto la hace más real, más cercana a los personajes que retrata y al mundo en el que habitan… Si hay algo que se destaca en la puesta en escena de Atenas es la sensibilidad de un director que entiende a sus personajes y la honestidad para retratar sus virtudes y miserias dentro de una sociedad en donde todos somos héroes y villanos.
Pablo Arahuete en el sitio web cinefreaks.net escribió: "La traspolación al conurbano profundo genera el escenario ideal para desarrollar esta trágica desventura que vive la protagonista una vez salida de la cárcel… El choque de mundos, el de adentro y fuera de los barrotes, trae como corolario el apunte de la actualidad más radical... También, rápidamente se cuela por ese resquicio del cine de denuncia social la irrecuperable socialización e inserción, el ahogo que genera la falta de segundas oportunidades cuando todo el panorama es oscuro... En Atenas desfilan los rostros de la desigualdad, los villanos viven bien y hasta gastan dinero, participan de negocios de trata por ejemplo, aprovechando la vulnerabilidad de víctimas de la desesperación como Perséfone y millones que arrastran esa nefasta herencia de nacer pobres... Tragedia de la vida moderna... con alguna intensidad y ritmo sostenido en la trama que hace de la villa y su realidad un espacio cinematográfico poco explotado."